# Ludwig Hassenpflug
Hans Daniel Ludwig Friedrich Hassenpflug, född 26 februari 1794 i Hanau, död 10 oktober 1862 i Marburg, var en kurhessisk statsman. Han var far till Karl Hassenpflug.
Hassenpflug blev 1832 chef för justitie- och inrikesministerierna i Hessen-Kassel. På grund av sin ultrakonservativa politik blev han föremål för allmänt hat och åtalades för överträdelser av författningen. Han stötte sig även med kurprinsen-regenten och tvangs 1837 att lämna den hessiska statstjänsten. 
Åren 1838-39 stod han i spetsen för Hohenzollern-Sigmaringens styrelse och 1839-40 som civilguvernör för omorganisationen av storhertigdömet Luxemburgs förvaltning. År 1841 blev han övertribunalråd i Berlin, 1844 medlem av preussiska statsrådet och 1846 president i överappellationsdomstolen i Greifswald. 
På kurfursten Fredrik Wilhelms av Hessen kallelse trädde Hassenpflug 1850 åter i spetsen för styrelsen i Hessen-Kassel. Genom sina författningsvidriga åtgärder framkallade han oroligheter, till vilkas undertryckande tyska förbundsdagen på hans begäran sände förbundstrupper till Hessen. Ett fullständigt militärvälde infördes, 1831 års författning avskaffades, och en ny konstitution utfärdades 1852, till vilken han dock ej kunde utverka ständernas bifall och 1855 tvangs han lämna sin plats.